# Sendangdawuhan
Sendangdawuhan is een bestuurslaag in het regentschap Kendal van de provincie Midden-Java, Indonesië. Sendangdawuhan telt 2345 inwoners (volkstelling 2010).